# USB Killer
Un USB Killer és un dispositiu similar a una memòria USB que envia sobretensions d'alt voltatge al dispositiu al qual està connectat, la qual cosa pot danyar els components del maquinari. Els seus fabricants afirmen que el dispositiu va ser dissenyat per provar components per a la protecció contra sobretensions i descàrregues electroestàtiques, no obstant això, hi ha hagut diversos casos d'ús maliciós i el dispositiu no ha estat utilitzat per cap companyia per provar dispositius. El dispositiu s'esmenta sovint en articles que adverteixen als lectors que no connectin memòries USB desconegudes.

## Mecanisme
El dispositiu recull electricitat de la font d'alimentació USB a la qual està connectada en els seus condensadors fins que aconsegueix un alt voltatge i llavors allibera l'alt voltatge als pins de dades. Les versions 2 i 3 del dispositiu poden generar un voltatge de 215 a 220 volts.
Aquest dispositiu ha estat comparat a l'Etherkiller, una família de cables que alimenten l'electricitat de xarxa a preses de baix voltatge com RJ45.

## Models
Hi ha models diferents del dispositiu, l'últim model és l'USB Killer v3. Models més primerencs, incloent l'USB Killer v2, van ser desenvolupats per un investigador informàtic rus amb l'àlies Dark Purple.
S'han construït dispositius casolans similars a partir d'ionizadores d'aire USB i parts del flaix de les càmeres, ja que compten amb circuits d'alt voltatge.

## Possibles defenses
Algun autor creu que el nou protocol d'autenticació criptogràfica per a l'autenticació USB-C anunciada pel Fòrum d'Implementadores de BUS ajudaria a protegir equips contra aquest dispositiu impedint connexions d'USB no autoritzades, tot i que alguns fabricants afirmen que el dispositiu pot evitar aquest protocol. Alguns desenvolupadors del dispositiu creuen que un optoacoblador pot atorgar protecció contra el dispositiu.

## Incidents
L'abril de 2019, un exalumne de 27 anys indi de la Universitat de Santa Rosa, Vishwanath Akuthota, va ser declarat culpable de causar danys per valor de 50.000 dòlars americans en 59 ordinadors a la seva universitat utilitzant un USB Killer. També va destruir set monitors i podis. Va ser condemnat a 12 mesos de presó i a un any de llibertat vigilada, l'agost de 2019. També va ser condemnat a pagar 58.471 dòlars americans d'indemnització.
L'octubre de 2017, un doctorant que treballava a l'Institut de Biologia i Genètica Molecular, a Valladolid (Espanya), va utilitzar un USB Killer per a danyar 20 ordinadors a través d'un atac selectiu als equips informàtics als que tenia accés, danyant-ne la placa base i impedint el seu funcionament. Va ser condemnat en primera instància per l'Audiència Provincial de Valladolid el juny de 2020 per un delicte continuat de danys informàtics i un delicte d'adquisició d'eines per a la comissió de danys informàtics a la pena de 2 anys de presó i a indemnitzar l'entitat perjudicada amb 22.130 euros.